# 浦上村
浦上村（うらかみむら）は、石川県鳳至郡に存在した村である。

## 概要
門前町の北に位置する。村の名称の由来は、村内最大の集落である浦上に由来する。

## 地理

### 隣接していた市町村
- 町
  - 門前町
- 村
  - 七浦村・本郷村・西保村・大屋村

## 歴史

### 沿革
- 1878年（明治11年）鳳至郡円山村の名称を西円山村に変更する。（名称が同一である円山村（町野村字北円山）と区別するため。）
- 1889年（明治22年）4月1日 町村制の施行により、鳳至郡浦上村、浅生田村、安代原村、中野屋村、八幡村、山辺村、宮古場村、田村及び西円山村を廃し、その区域をもって鳳至郡浦上村を設置する。（鳳至郡旧田村の区域は字田村を設定する。）
- 1954年（昭和29年）3月31日 鳳至郡門前町、七浦村、本郷村、浦上村、諸岡村及び黒島村を廃し、その区域をもって鳳至郡門前町を設置する。浦上村の9大字は門前町に継承。

## 行政

### 村長
| 代 | 人 | 氏名       | 就任                       | 退任                       | 備考     |
| -- | -- | ---------- | -------------------------- | -------------------------- | -------- |
| 1  | 1  | 高島小三郎 | 1889年（明治22年）6月5日   | 1893年（明治26年）6月4日   |          |
| 2  | 1  | 高島小三郎 | 1893年（明治26年）8月1日   | 1897年（明治30年）7月31日  |          |
| 3  | 2  | 北野庄平   | 1897年（明治30年）8月20日  | 1900年（明治33年）9月19日  |          |
| 4  | 3  | 岡本栄八   | 1902年（明治35年）10月11日 | 1904年（明治37年）10月10日 |          |
| 5  | 3  | 岡本栄八   | 1904年（明治37年）11月11日 | 1905年（明治38年）11月24日 |          |
|    |    | 山形忠司   | 1905年（明治38年）11月24日 | 1906年（明治39年）5月22日  | 事務管掌 |
|    |    | 下地隆記   | 1906年（明治39年）5月22日  | 1906年（明治39年）8月18日  | 村長代理 |
| 6  |    | 高島小三郎 | 1907年（明治40年）11月6日  | 1911年（明治44年）11月5日  |          |
| 7  | 4  | 沢賢吉     | 1912年（明治45年）1月9日   | 1916年（大正5年）1月8日    |          |
| 8  | 4  | 沢賢吉     | 1916年（大正5年）5月10日   | 1917年（大正6年）7月13日   |          |
| 9  | 5  | 出村忠治   | 1917年（大正6年）9月15日   | 1921年（大正10年）9月14日  |          |
| 10 |    | 高島小三郎 | 1921年（大正10年）11月3日  | 1925年（大正14年）11月2日  |          |
| 11 | 6  | 的場恵     | 1925年（大正14年）12月5日  | 1929年（昭和4年）12月5日   |          |
| 12 | 7  | 石田寛秀   | 1930年（昭和5年）1月16日   | 1934年（昭和9年）1月15日   |          |
| 13 | 8  | 高畠永太郎 | 1934年（昭和9年）2月7日    | 1938年（昭和13年）2月6日   |          |
| 14 | 9  | 沢正午     | 1938年（昭和13年）6月10日  | 1942年（昭和17年）6月9日   |          |
| 15 | 10 | 高島一郎   | 1942年（昭和17年）6月10日  | 1946年（昭和21年）6月9日   |          |
| 16 | 10 | 高島一郎   | 1946年（昭和21年）6月13日  | 1946年（昭和21年）11月11日 |          |
| 17 | 11 | 出村菊郎   | 1947年（昭和22年）4月5日   | 1951年（昭和26年）4月4日   |          |
| 18 | 12 | 奥甚平     | 1951年（昭和26年）4月23日  | 1954年（昭和29年）3月30日  |          |

## 教育
- 浦上村立浦上中学校
- 浦上村立浦上小学校

## 交通

### 道路
- 国道249号
- 石川県道38号輪島浦上線
- 石川県道266号五十洲亀部田線

## 名所・旧跡・観光スポット・祭事・催事
- 観光スポット
  - アテの元祖